# Кубрянское лесничество
Кубрянское Лесничество — поселок в Переславском районе Ярославской области.

## География
Находится в южной части Ярославской области на расстоянии приблизительно 36 км на запад-северо-запад по прямой от районного центра города Переславль-Залесский на левобережье речки Кубрь.

## История
Поселок был отмечен еще на карте 1978 года как населенный пункт с 3 дворами. До 2018 года входил в состав Нагорьевского сельского поселения.

## Население
Численность населения: 36 человек в 2010 году.